# Shibushi (Kagoshima)
Pour les articles homonymes, voir Shibushi (homonymie).
Shibushi (志布志市, Shibushi-shi) est une ville située dans la préfecture de Kagoshima, au Japon.

## Géographie

### Situation
Shibushi se situe au sud-est de la préfecture de Kagoshima sur l'île de Kyūshū.

### Démographie
En juillet 2020, la population de Shibushi s'élevait à 30 808 habitants répartis sur une superficie de 290,28 km2.

### Hydrographie
La ville est bordée par la baie de Shibushi au sud.

## Histoire
Shibushi a acquis le statut de ville en 2006.

## Transports
Shibushi est desservie par la ligne Nichinan de la JR Kyushu.
La ville possède un port de commerce. Des liaisons quotidiennes avec Ōsaka sont assurées par les ferries de la compagnie Ferry Sunflower.